# Westbad (Freiburg im Breisgau)

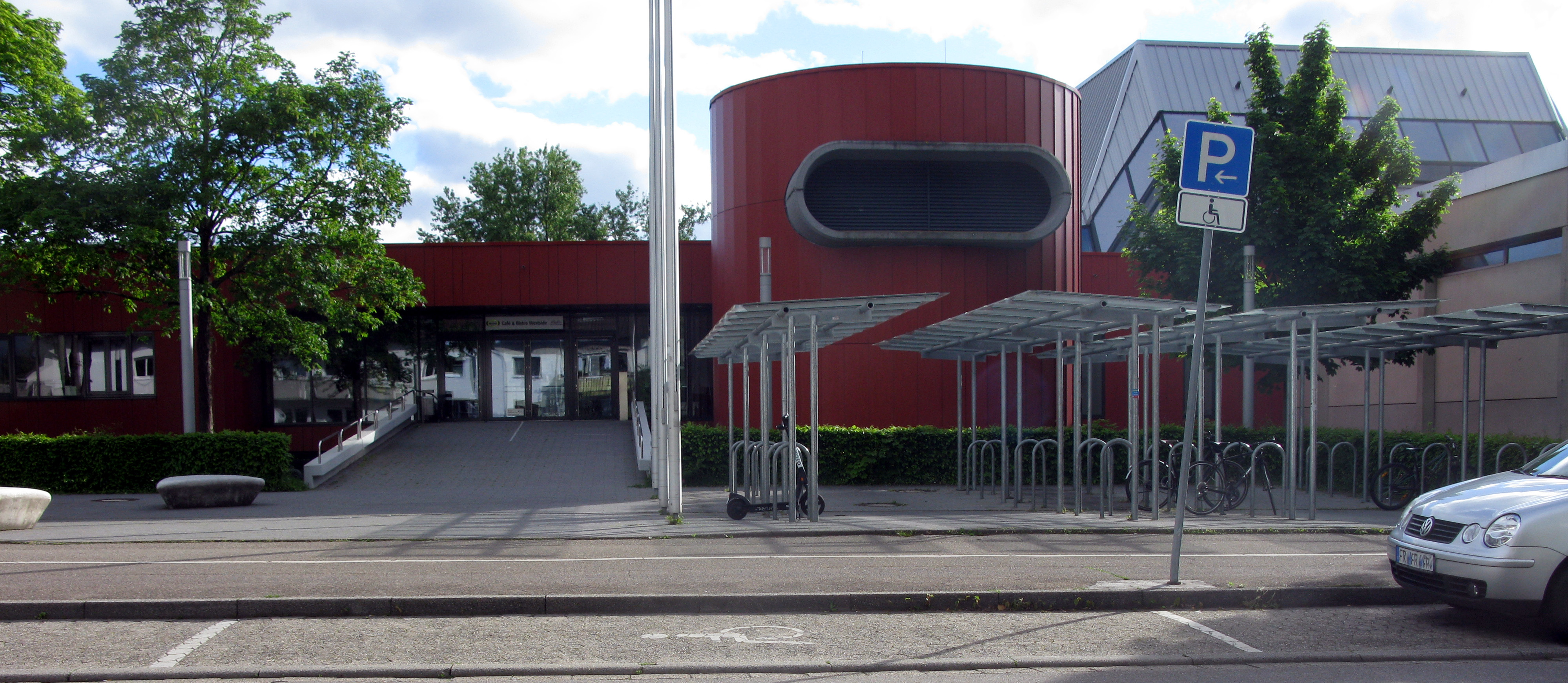
Das Westbad in Freiburg-Betzenhausen

Das Westbad Freiburg im Breisgau ist das größte Hallenbad in Freiburg im Breisgau, das für Sport- und Vereinsschwimmen ausgelegt ist.

## Errichtung
Nachdem 1841 das Lorettobad in der Wiehre, 1927 das Strandbad in Ebnet/Littenweiler und 1930 das Freibad St. Georgen eröffnet worden waren, wurde im Jahr 1969 wurde das Außenbecken des Westbads Freiburg als erstes Freibad im zuvor stark gewachsenen Freiburger Westen errichtet. Zwischen 1975 und 1977 folgte dann die Errichtung des angeschlossenen Hallenbades durch den Architekten Hans-Dieter Hecker.

## Ausstattung

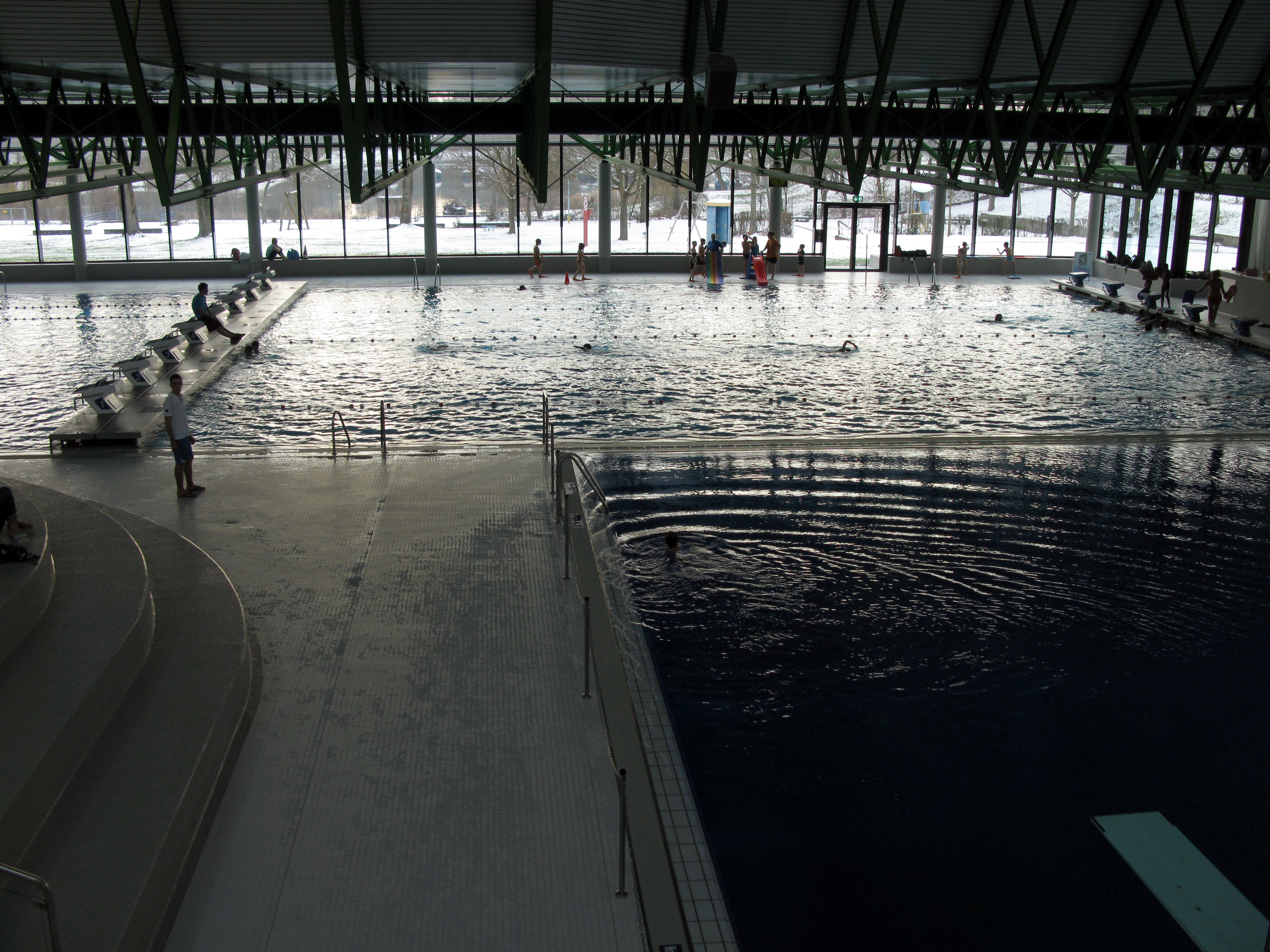
Schwimmbecken

Das Westbad Freiburg verfügt über ein 50 m-Sportschwimmbecken mit acht Bahnen und einen Sprungturm für die Höhen von 10 m, 7,5 m, 5 m, 3 m und 1 m. Darüber hinaus sind ein Nichtschwimmerbecken, ein Planschbecken und eine Liegewiese zum Seepark mit Blick auf den Flückigersee vorhanden.

## Lage und Erreichbarkeit
Das Westbad Freiburg ist im Westen der Stadt im Stadtteil Betzenhausen direkt an der Grenze zum Stadtteil Mooswald gelegen. Erreichbar ist das Bad mit der Straßenbahn über die Linie 4 zur Haltestelle Berliner Allee, mit dem Bus über die Linie 10 zur Haltestelle Falkenbergerstraße. Mit dem Rad kann das Westbad vom Güterbahnradweg FR 2 über die Breisacher Straße oder von den südwestlichen Stadtteilen über den FR 5 und den Seepark erreicht werden. Direkt vor dem Eingang befindet sich die Station Westbad des Fahrradverleihsystems Frelo.

## Bedeutung
Das Westbad Freiburg ist das einzige Schwimmbad zwischen Karlsruhe und Basel, das über ein 50 m-Sportschwimmbecken verfügt und damit von regionaler Bedeutung. Im Jahr 1979 fanden im neuen Westbad Freiburg die Deutschen Schwimmmeisterschaften und im Jahr 2000 die Deutschen Kurzbahnmeisterschaften statt. Zudem werden regelmäßig Landesmeisterschaften und regionale Meisterschaften und Wettkämpfe im Schwimmen und Turmspringen veranstaltet. Das Westbad Freiburg ist die Heimat des SSV Freiburg, unter anderem mit Abteilungen für Schwimmen, Wasserspringen und Wasserball.

## Außenbecken
Nachdem das Außenbecken schon einige Jahre vor dem Hallenbad entstanden war, wurde es im Jahr 2003 aus Kostengründen geschlossen. Die Wiedereröffnung des Außenbeckens wurde seitdem auf kommunaler Ebene regelmäßig diskutiert und lange wegen zu hoher Kosten abgelehnt. 2007 konnte eine von den Bürgervereinen initiierte Bewegung einen von der Stadt geplanten Verkauf etwa eines Drittels der Freibadfläche und eine Bebauung mit Wohnungen verhindern.
Im Juni 2024 fand schließlich der Baubeginn statt, nachdem der Bund im Dezember 2022 einen Zuschuss in Höhe von 3,5 Millionen Euro bewilligt hatte. Die Gesamtkosten beliefen sich auf ca. zwölf Millionen Euro. Die Eröffnung ist für August 2025 geplant.
Die Wasserfläche des Außenbeckens beträgt ca. 1.000 m² und beinhaltet einen Schwimmbereich mit einer 25 m-Bahn und einen Freizeitbereich mit einem Strömungskanal, einem Wasserpilz und einer Rutsche. Um diese Zusatzmodule verwirklichen zu können, wurde ein Förderverein gegründet, mit dem Ziel 500.000 € an Spenden aus der Bevölkerung einzuwerben, an dem sich verschiedene regionale Betriebe auch durch den Kauf von Namensrechten an bestimmten Attraktionen beteiligten. Zusätzlich wurde der Freizeit- und Sportbereich erheblich ausgebaut, der außerhalb der Öffnungszeiten auch der Allgemeinheit zur Verfügung stehen soll.